# Neosphaerocera boraceiensis
Neosphaerocera boraceiensis är en tvåvingeart som beskrevs av Mourgues-schurter 1981. Neosphaerocera boraceiensis ingår i släktet Neosphaerocera och familjen hoppflugor. Inga underarter finns listade i Catalogue of Life.